# Anttoni Honka
Anttoni Honka, född 5 oktober 2000 i Jyväskylä, är en finländsk professionell ishockeyspelare (back) som just nu spelar för Chicago Wolves i AHL. Han har även spelat för Finland i JVM.
Anttoni är yngre bror till ishockeyspelaren Julius Honka.